# Carl-Gustaf Andrén
Carl-Gustaf Andrén, född 1 juli 1922 i Slättåkra, Hallands län, död 18 april 2018 i  Lunds domkyrkodistrikt, Skåne län, var en svensk teolog, professor och universitetskansler.
Andrén avlade teologie kandidat-examen vid Lunds universitet 1947, prästvigdes 1948 och verkade som svensk präst i England och Nederländerna 1948–1950. Han disputerade 1957. Han promoverades till teologie jubeldoktor 2007. Efter att ha innehaft såväl undervisande som administrativa tjänster vid Lunds universitet utnämndes han 1967 till professor i praktisk teologi med kyrkorätt, en post han innehade till 1980. 1977–1980 var han även universitetets rektor, men utnämndes sistnämnda år till universitetskansler, vilket han var till sin pensionering 1987.
Andrén innehade en rad uppdrag inom olika statliga utredningar samt styrelser för organisationer och företag. Han var filosofie hedersdoktor vid Linnéuniversitetet i Växjö och hedersledamot av Göteborgs nation i Lund, vars inspektor han också varit, och av Hallands nation. 1990–2000 var han ålderman i Sankt Knuts Gille i Lund. Mellan 1964 och 2016 tilldelades han 16 priser. Han förlänades den Kungl. Serafimermedaljen 2002.
Carl-Gustaf Andrén var gift med förlagsredaktören Karin Andrén och de fick tre barn: Anders Andrén f.1952, professor i arkeologi vid Stockholms universitet, Martin Andrén f.1956, chef för kulturarv och livsmiljö, Region Skåne, Malmö och Henrik Andrén f.1959, professor i viltekologi, Grimsö forskningsstation, Sveriges Lantbruksuniversitet.

## Biografi
Andrén föddes 1922 som son till kyrkoherden Victor Andrén och Andréa Johansson och bror till professor Åke Andrén.
Andrén tog studenten vid Katedralskolan i Lund 1941 och skrevs in vid Lunds universitet samma år. Under perioden 1942-1944 gjorde han sin militärtjänstgöring på Gotland, inklusive officersutbildning vid Karlbergs krigsskola. Han avlade teologie kandidatexamen vid Lunds universitet 1947. Året därpå prästvigdes han för Göteborgs stift, med tjänstgöring 1948-49 i Grimeton och Rolfstorp samt Eldsberga och Tönnersjö.
Andrén gifte sig 1949 med Karin Tengwall (1927-2017), som senare blev förlagsredaktör. Han arbetade som sjömanspräst i London 1949-50 och därefter i Antwerpen år 1950. Samma år påbörjade han forskarstudier under Sven Kjöllerström, under vilken han 1954 blev teologie licentiat, och 1957 blev teologie doktor vid Lunds universitet med avhandlingen Konfirmationen i Sverige under medeltid och reformationstid.
Från 1957 till 1964 var Andrén docent i praktisk teologi med kyrkorätt vid Lunds universitet, och mellan 1964 och 1967 tjänstgjorde han som byråchef för utbildningsbyrån vid universitetet. År 1967 blev han professor i praktisk teologi med kyrkorätt, en position han höll till 1977 då han blev rektor för Lunds universitet fram till 1980.
Mellan 1980 och 1987 var Andrén universitetskansler och chef för UHÄ i Stockholm. År 1987 flyttade han tillsammans med sin hustru tillbaka till Lund. Under perioden 1961 till 1989 blev han invald i 11 akademier och lärda sällskap, bland annat Vetenskapssocieteten i Lund, Vitterhetsakademien, Vetenskapsakademien, Ingenjörsakademien, Finska vetenskapsakademien och Skytteanska samfundet. Åren 1994 till 1996 fungerade han som enmansutredare i utredningen för statlig utvärdering av folkbildningen. År 2002 blev han filosofie hedersdoktor vid Växjö universitet och 2007 jubeldoktor.
Carl-Gustaf Andrén var ordförande eller ledamot i styrelserna för ett stort antal statliga utredningar, föreningar, organisationer och sällskap, bland andra Folkuniversitetet i Sverige 1972-92, Svenska bibelsällskapet 1977-86, utredningen Forskningens och forskarutbildningens situation i den nya högskolan 1979-81, Längmanska kulturfonden 1980-87, Svenska studenthemmet i Paris 1980-88, Svenska Rominstitutets vänner 1980-90, Svenska kyrkans centralstyre 1983-86, Svenska forskningsinstitutet i Istanbul, bokförlaget Bra Böcker 1987-94, Ålderman i i S:t Knuts gille i Lund 1990-2000.

## Utmärkelser, ledamotskap och priser
- Serafimermedaljen (SerafGM, 2002)
- H M Konungens medalj i guld av 12:e storleken med Serafimerordens band (Kon:sGM12mserafb, 1982)
- Ledamot av Nordstjärneorden (LNO, 1968)[5]
- Ledamot av Kungliga Vetenskapsakademien (LVA)
- Ledamot av Kungliga Vitterhets Historie och Antikvitets Akademien (LHA, 1982)[6]
- Ledamot av Kungliga Ingenjörsvetenskapsakademien (LIVA)
- Ledamot av Kungliga Samfundet för utgivande av handskrifter rörande Skandinaviens historia (LSkS)
- Ledamot av Kungliga Humanistiska Vetenskapssamfundet i Lund (LLHS)
- Korresponderande ledamot av Kungliga Skytteanska samfundet (KorrespLSS)
- Hedersledamot av Vetenskapssocieteten i Lund (HedLVSL)[7]
- Ledamot av Finska Vetenskapsakademien[8]

## Tryckta skrifter
Se "Carl-Gustaf Andréns tryckta skrifter 1948-1987. Bibliografisk förteckning" av Karin Andrén, tryckt i Kyrka och universitet. Festskrift till Carl-Gustaf Andrén, 1987, s. 201-210 och "Carl Gustaf Andréns bibliografi 1987–2019" tryckt i Kyrkohistorisk årsskrift 2019, s. 17–22.